# Nanyangosaurus
Nanyangosaurus („Echse von Nanyang“) war ein Vogelbeckensaurier und lebte in der Unterkreide vor etwa 112 bis 100 Millionen Jahren. Entdeckt wurde er in der Sangping Formation in der chinesischen Provinz Henan und im Jahr 2000 vom bekannten chinesischen Paläontologen Xing sowie Zhao, Lu, Li, Huang und Dong beschrieben.
Der Dinosaurier wurde bezüglich der Systematik in die Iguanodontoidea eingebunden, welche sich wiederum in der Iguanodontia befindet. Entsprechend konnte sich Nanyangosaurus, von dem mit Nanyangosaurus zhugeii nur eine Art bekannt ist, quadruped (vierbeinig) sowie biped (zweibeinig) fortbewegen. Der etwa 4,5 Meter lange Dinosaurier ernährte sich herbivor (von Pflanzen) und wog vermutlich etwa eine halbe Tonne.
Entdeckt wurden von Nanyangosaurus nur Teile des Skeletts, beispielsweise wurde noch kein Schädel gefunden. Seine Wirbel wiesen teilweise Dornfortsätze ähnlich wie bei dem nahe verwandten Ouranosaurus auf, allerdings in geringerer Größe.